# 국민의힘 제6차 전당대회
국민의힘 제6차 전당대회는 2025년 8월 22일 청주OSCO에서 치러진 국민의힘 여섯 번째 전당대회이다. 지도부 선출 결과 당대표에 [[]], 최고위원에 [[]], [[]], [[]], [[]], 청년최고위원(45세 미만)에 [[]]를 각각 선출하였다.
황우여가 선거관리위원장을, 이헌승이 전당대회의장을 맡았다.

## 지도부 선출 투표
- 선거관리위원장: 황우여
- 전당대회의장: 이헌승

방식은 예비경선: 당원 50%, 일반국민여론조사 50%과 본선: 당원 80%, 일반국민여론조사 20%로 확정되었다.